# Атрани
Атрани (итал. Atrani) је насеље у Италији у округу Салерно, региону Кампанија.
Према процени из 2011. у насељу је живело 887 становника. Насеље се налази на надморској висини од 11 м.

## Становништво
Према резултатима пописа становништва 2011. у општини је живело 887 становника.
| 1931. | 1936. | 1951. | 1961. | 1971. | 1981. | 1991. | 2001. | 2011. |
| ----- | ----- | ----- | ----- | ----- | ----- | ----- | ----- | ----- |
| 1.058 | 1.182 | 1.250 | 1.499 | 1.190 | 1.115 | 1.029 | 965   | 887   |